# Calosphaeriophora
Calosphaeriophora är ett släkte av svampar. Calosphaeriophora ingår i familjen Calosphaeriaceae, ordningen Calosphaeriales, klassen Sordariomycetes, divisionen sporsäcksvampar och riket svampar.
|                   | Calosphaeria                                  |
|                   |                                               |
|                   | Wegelina                                      |
|                   |                                               |
|                   | Natantiella                                   |
|                   |                                               |
|                   | Phaeocrella                                   |
|                   |                                               |
|                   | Togniniella                                   |
|                   |                                               |
| Calosphaeriophora | \| \| Calosphaeriophora pulchella \| \| \| \| |
|                   | \| \| Calosphaeriophora pulchella \| \| \| \| |
|                   | Pachytrype                                    |
|                   |                                               |
|                   | Jattaea                                       |
|                   |                                               |
|                   | Phragmocalosphaeria                           |
|                   |                                               |
|                   | Kacosphaeria                                  |
|                   |                                               |
|                   | Calosphaeriophora pulchella                   |
|                   |                                               |

|  | Calosphaeriophora pulchella |
|  |                             |